# Sture Andersson (ishockeyspelare)
Sture Andersson, född 18 november 1949, är en svensk ishockeytränare och före detta ishockeyspelare. Han tränar för närvarande Modo Hockeys Dam-juniorer Som han har varit med och lett fram till ett flertal Dam-junior-SM-Guld
Han spelade aktivt med Modo AIK mellan 1970 och 1984, och vann SM-guld 1979. Han spelade också 34 landskamper med Sveriges herrlandslag i ishockey, däribland ett OS och ett VM. 

## Meriter
- SM-guld 1979
- EM-brons 1979
- VM-brons 1979
- OS-brons 1980

## Klubbar
- Modo AIK 1970-1984 Division 1/Elitserien